# L'Homme dans le labyrinthe
L'Homme dans le labyrinthe (titre original: The Man in the Maze) est un roman de science-fiction de l'auteur américain Robert Silverberg, publié pour la première fois aux États-Unis en 1968 et en France en 1970.

## Parutions
The Man in the Maze est paru pour la première fois aux États-Unis en deux parties dans la revue If d'avril et mai 1968. Le roman est publié dans son intégralité en février 1969 chez l'éditeur Avon Publications.
L'Homme dans le labyrinthe a été traduit par Michel Rivelin et est paru en France pour la première fois en 1970 :
- Dans L'Homme dans le labyrinthe / Les Masques du temps, OPTA, coll. Club du livre d'anticipation no 26, 1970;
- Éditions J'ai lu no 495, coll. Science-fiction, 1973, 1975, 1984  (ISBN 2-277-11495-2) avec une couverture de Tibor Csernus; 1991, 1994 avec une couverture de Don Maitz; 2003  (ISBN 2-290-33288-7) et 2007 avec une couverture de Grégoire Hénon;
- Dans Chute dans le réel, Omnibus, 1996  (ISBN 2-258-04059-0).

## Résumé
Envoyé par Charles Boardman pour entrer en contact avec la première race extraterrestre connue, les créatures qui peuplent Bêta Hydri IV, Richard Muller essuie un refus définitif de communiquer. Non seulement sa mission est un échec total, mais lui-même en revient modifié à son insu. Une inexplicable aura nauséabonde l'entoure dorénavant et a pour effet de le couper définitivement des hommes. Fuyant dans l'espace, Richard Muller s'exile volontairement dans le terrifiant labyrinthe de la planète Lemnos, bâti un million d'années auparavant par des extraterrestres inconnus. Tous ceux qui ont tenté d'y pénétrer avant lui sont morts d'une façon atroce. 
Mais neuf ans plus tard, Muller est toujours en vie et bien portant. Il s'est familiarisé avec les pièges, les méandres, les embranchements trompeurs, les innombrables trappes mortelles de cet édifice aux dimensions d'une ville. De surcroît, il a sublimé la frustration apportée par sa condition et accepte sa solitude.
Jusqu'à ce qu'un astronef commandé par Charles Boardman se pose sur Lemnos, à quelque distance du labyrinthe. Après avoir constaté qu'un champ de force empêche tout accès par les airs, Boardman y envoie d'abord des dizaines de robots explorateurs, qui seront sacrifiés les uns après les autres. Grâce à quoi, enfin en possession d'une carte leur permettant d'éviter les pièges, ce sont des hommes qui pénètrent dans le dangereux dédale. Ned Rawlins, auquel Charles Boardman a ordonné de tout tenter pour persuader Muller de quitter le labyrinthe et de revenir avec eux sur la Terre, rencontrera celui-ci en se faisant passer pour un archéologue. 
Il ne peut pas lui avouer que sa planète natale, depuis peu sous la menace d'une invasion extraterrestre, a désespérément besoin des talents très particuliers que possède le reclus...

## À propos des personnages
Comme toujours chez Silverberg, l'accent est mis sur les états d'âme du héros et des autres protagonistes, parfois même au détriment de l'action. De nombreux dialogues révèlent les personnalités complexes des personnages principaux.

## Cité auto-entretenue
L'idée qu'une vaste structure en forme de cité comme le labyrinthe de Lemnos puisse, en l'absence de ses habitants, se maintenir intacte, propre et fonctionnelle au moyen de dispositifs automatiques techniquement avancés, avait été émise dès 1956 par Arthur C. Clarke dans son roman La Cité et les Astres.

## Distinction
Ce roman est cité dans La Bibliothèque idéale de la SF, Albin Michel, (1988).